# San Martino (1863)
 For alternative betydninger, se San Martino. (Se også artikler, som begynder med San Martino)
Panserskibet San Martino var et skib i den fjerde og hidtil største klasse af panserskibe i den nye italienske marine, der blev skabt, da Italien blev samlet i 1861. Værftskapaciteten i Italien var begrænset, så marinen måtte gøre brug af udenlandske værfter. De fire skibe i Regina Maria Pia-klassen blev derfor bygget i Frankrig, der var et foregangsland for panserskibsbygning, og marinen fik moderne konstruktioner med jernskrog, der alle holdt i 40 år eller mere. Navnet San Martino (Den hellige Martin) kan henvise til adskillige helgener og lokaliteter opkaldt efter dem. I dette tilfælde må det være San Martino i provinsen Brescia. Her vandt en hær fra Frankrig og kongeriget Sardinien i 1859 et slag over østrigerne. I resten af verden kendes det som slaget ved Solferino, men i Italien er det kendt som slaget ved Solferino og San Martino, fordi de italienske tropper kæmpede på venstre fløj ved byen San Martino.

## Tjeneste
San Martino deltog lige som de øvrige italienske panserskibe i slaget ved Lissa mod den østrigske flåde i juli 1866. Skibet lå som nummer tre i den centrale 1. division af den italienske flåde, efter Palestro men gjorde sig ikke specielt bemærket i kamphandlingerne. Det blev formentlig strejfet af Tegetthoffs flagskib Ferdinand Max under et af dets mange vædringsforsøg, og senere kolliderede det med Maria Pia. Derefter signalerede det til den italienske admiral, at det ikke længere kunne følge med de øvrige skibe i kampformationen.
Efter krigen mod Østrig fik skibet nyt artilleri i to omgange. I 1888-90 blev det ombygget for sidste gang, og fik ved den lejlighed rigningen erstattet af militærmaster. Det velbyggede skib holdt helt til 1903.